# إيفان غاريدو
إيفان غاريدو (بالإسبانية: Iván Garrido) (2 يونيو 1981 ببوكارامانغا في كولومبيا - ) هو لاعب كرة قدم كولومبي في مركز الدفاع. لعب مع أتليتيكو هويلا وإنديبنديينتي سانتا في ونادي بني يهودا تل أبيب ونادي هبوعيل بئر السبع ونادي أليانزا ‏ ونادي يونياوتيونوما وأتليتيكو بوكارامانغا.

## وصلات خارجية
- إيفان غاريدو على موقع قاعدة بيانات كرة القدم.إي يو (الإنجليزية)
- إيفان غاريدو على موقع Soccerway.com (الإنجليزية)
- إيفان غاريدو على موقع AS.com (الإسبانية)